# Al-Amadijja
Al-Amadijja (arab. العمادية, Al-ʿAmādiyya; kurd. ئامێدى, Amêdî) – miasto w Iraku, w muhafazie Dahuk, siedziba administracyjna kady Al-Amadijja. Liczy ok. 6 tys. mieszkańców, głównie chrześcijańscy Asyryjczycy oraz muzułmańscy Kurdowie.
W mieście znajduje się minaret z XII wieku.

## Geografia
Miasto zlokalizowane jest na szczycie góry o pionowych stokach, u stóp wyniosłego masywu górskiego Sulaf (2331 m n.p.m.). Na wschód rozciąga się dolina Wielkiego Zabu. Zbocza i dno doliny porastają zagajniki i sady.

## Historia
Uważa się, że historia miasta sięga czasów rozkwitu kultury asyryjskiej; do czasów obecnych pozostały niezidentyfikowane obwałowania i bramy. W bramie zachodniej zachowały się zagłębienia, w których niegdyś umieszczone były posągi wartowników z lancami. W Al-Amadijji znajdują się rzeźby z okresu przedmuzułmańskiego, pozostałość antycznego spichlerza oraz zbiornik wodny.